# Baixi, Anhui
Baixi är en socken i östra Kina. Den ligger i Qimen härad i staden Huangshan i provinsen Anhui, omkring 220 kilometer söder om provinshuvudstaden Hefei. Antalet invånare är 3 558. Befolkningen består av 1 765 kvinnor och 1 793 män. Barn under 15 år utgör 17,0 %, vuxna 15-64 år 70 %, och äldre över 65 år 12,0 %.